# Hydropunctaria amphibia
Hydropunctaria amphibia é uma espécie de líquen saxícola (que vive sobre rochas) e crostoso, pertencente à família Verrucariaceae [en]. Como um dos vários líquens marinhos do gênero Hydropunctaria [en], apresenta ampla distribuição na Europa, desde a Noruega até o Mediterrâneo e as costas ibéricas, com presença quase ubíqua na costa catalã da Espanha. Na América do Norte, ocorre ao longo da costa atlântica, de Nova Escócia até as ilhas de Boston Harbor, onde sua presença em áreas de baixa poluição sugere seu potencial como bioindicador da saúde de comunidades de líquens marinhos, e na costa oeste, na Colúmbia Britânica, particularmente na zona litorânea superior de Gwaii Haanas. O talo preto e crostoso cresce em rochas à beira-mar, tanto rochas siliciosas quanto calcárias, na zona supralitoral inferior, também conhecida como zona de respingos. Descrita há mais de dois séculos como uma espécie de Verrucaria, Hydropunctaria amphibia se distingue de outras espécies do gênero pela forma distinta do ápice do peritécio, que pode ser plano ou recortado, em contraste com o ápice geralmente arredondado ou imerso de seus parentes.

## Taxonomia
O líquen foi originalmente descrito em 1807 pelo botânico espanhol Simón de Roxas Clemente y Rubio, que o classificou como uma espécie de Verrucaria. Sua descrição em latim foi breve: Crusta subtartarea suborbiculari uniformi contigua aequabili picea nitida, tuberculis subcylindricis tandem subpatellulaeformibus (A crosta é quase tártarea, suborbicular, uniforme, contígua, uniforme, preta como breu, brilhante, com tubérculos inicialmente subcilíndricos e, por fim, um pouco na forma de uma pequena patela (rótula)). Em 2011, Claude Roux reclassificou o táxon para o gênero Hydropunctaria, que havia sido separado de Verrucaria em 2009 para formar um grupo distinto. Alan Orange, aparentemente sem conhecimento dessa transferência, propôs uma reclassificação semelhante no ano seguinte.

## Descrição
O líquen crostoso Hydropunctaria amphibia é caracterizado por um protalo geralmente inconspícuo, mas que, em áreas específicas e pequenas, pode se tornar visível como uma camada esbranquiçada. O talo, que cresce na superfície da rocha, apresenta coloração verde translúcida a âmbar quando úmido e preta quando seco. Sua superfície é abundantemente fissurada, frequentemente dividida em areolas (pequenas áreas distintas), o que confere uma aparência irregular com numerosas cristas enegrecidas. A margem de crescimento ativo do talo é bem definida, com cristas medindo entre 40 e 400 μm de comprimento e 40 a 50 μm de largura, geralmente alinhadas perpendicularmente à margem. No interior do talo, essas cristas são mais curtas, frequentemente ramificadas e sem direção uniforme.

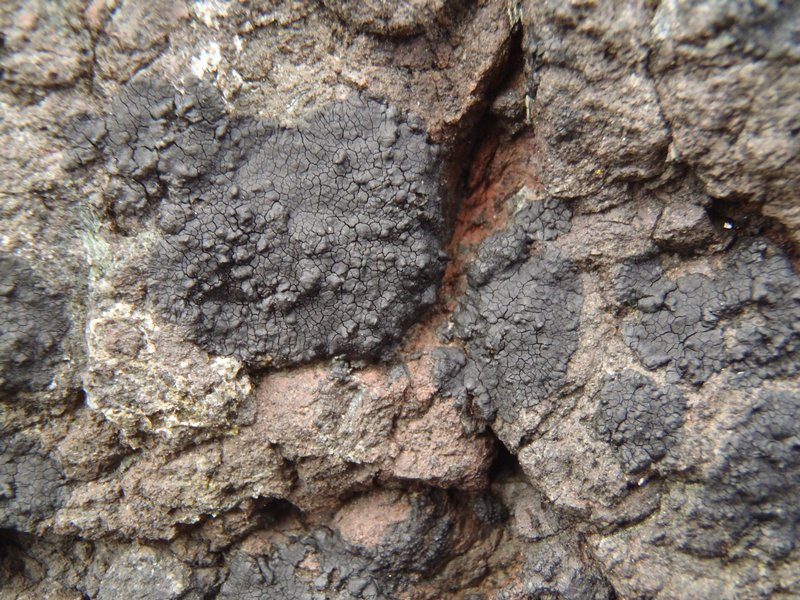
Hydropunctaria amphibia crescendo em rochas respingadas pelo mar.

O pseudocórtex, uma camada sob a superfície do talo, contém pigmento marrom, contribuindo para a aparência escura do líquen. Os peritécios, estruturas reprodutivas do líquen, projetam-se da superfície do talo. Eles geralmente medem de 220 a 360 μm de diâmetro e frequentemente possuem um topo plano. As laterais podem ser irregulares ou apresentar protrusões (bossas). O óstio (abertura dos peritécios) pode ser visível como um pequeno orifício.
O involucro, outro componente estrutural dos peritécios, é bem desenvolvido, oferecendo proteção adicional às partes produtoras de esporos. Os esporos têm forma cilíndrica estreita a elipsoidal, medindo entre 13 e 19,5 μm de comprimento e 5 a 7,5 μm de largura, com uma proporção comprimento/largura variando de 2,1 a 3,5, indicando sua forma alongada.
O fotobionte de espécimes de H. amphibia coletados na Península Ibérica foi identificado como Halofilum ramosum (uma espécie de alga verde da ordem Ulvales). Em um estudo ecológico realizado em Anglesey, na costa noroeste do País de Gales, H. amphibia apresentou distribuição semelhante à da alga marrom Pelvetia canaliculata e espécies do gênero de algas vermelhas Hildenbrandia [en].

## Espécies semelhantes
Hydropunctaria amphibia pode ser distinguida de outras espécies do gênero Hydropunctaria por várias características. Uma das principais diferenças é a estrutura do peritécio, que em H. amphibia é de topo plano ou crenulado (com borda recortada ou entalhada), em contraste com o ápice geralmente arredondado ou imerso encontrado em outras espécies de Hydropunctaria. Além disso, H. amphibia apresenta um desenvolvimento mais extenso de tecido densamente pigmentado em todo o talo. Essa pigmentação se manifesta como barras alongadas, com até 60 μm de largura, que alcançam a superfície do talo. Essas áreas pigmentadas são particularmente notáveis próximas à margem do talo, onde se alinham perpendicularmente à margem e paralelamente às fissuras alongadas que caracterizam a espécie.
Um estudo sugeriu que uma forma viável de distinguir H. amphibia de H. maura seria a espessura da margem do talo e a largura dos esporos. No entanto, uma publicação posterior constatou que essas características se sobrepunham na população estudada, sendo mais confiável usar a forma dos peritécios, a extensão da cobertura do talo sobre os peritécios e a forma das espessuras carbonáceas. Outra fonte indica que, quando úmida, H. amphibia torna-se mais clara e translúcida em comparação com H. maura, destacando suas cristas de forma mais contrastante.
Em comparação, Wahlenbergiella striatula, outra espécie de líquen marinho que pode apresentar cristas no talo, difere principalmente pelo tamanho de seus esporos, que são menores que os de H. amphibia. Além disso, seu talo possui uma matriz de pontos que confere textura à superfície.

## Habitat e distribuição
H. amphibia é um dos vários líquens marinhos do gênero Hydropunctaria. Cresce em rochas à beira-mar, tanto siliciosas quanto calcárias. Raramente, foi registrado crescendo em concreto. Geralmente, habita a zona supralitoral, a área acima da linha de maré alta da primavera, que é regularmente, mas infrequentemente, respingada. Nessas localizações, costuma receber exposição direta à luz solar. É uma das poucas espécies capazes de sobreviver nessas condições, devido à sua extrema resistência à dessecação. Outros organismos comumente encontrados nesse habitat incluem a espécie Microeuraphia depressa e as espécies de caracóis marinhos Melarhaphe neritoides e Echinolittorina punctata. Hydropunctaria amphibia cresce na faixa abaixo de sua parente próxima H. maura [en].
O líquen é amplamente distribuído na Europa, da Noruega ao sul até o Mediterrâneo e às costas ibéricas. Mapeamentos detalhados dos habitats litorâneos ao longo da costa catalã da Espanha mostram sua presença quase ubíqua. Na América do Norte, foi documentado na costa atlântica, incluindo a zona litorânea da costa da Baía de Fundy, em Nova Escócia, a costa de Terra Nova e Labrador, e a Área Nacional de Recreação das Ilhas de Boston Harbor. Nesta última, ocorre apenas em áreas de baixa poluição, sugerindo baixa tolerância à poluição e potencial como bioindicador da saúde de comunidades de líquens marinhos. Na costa oeste, é conhecido por ocorrer na Colúmbia Britânica. Em Gwaii Haanas, cresce na franja litorânea superior (definida como 0,3 a 0,8 m acima da zona de Fucus), mais comumente em calcário.